# Stipes

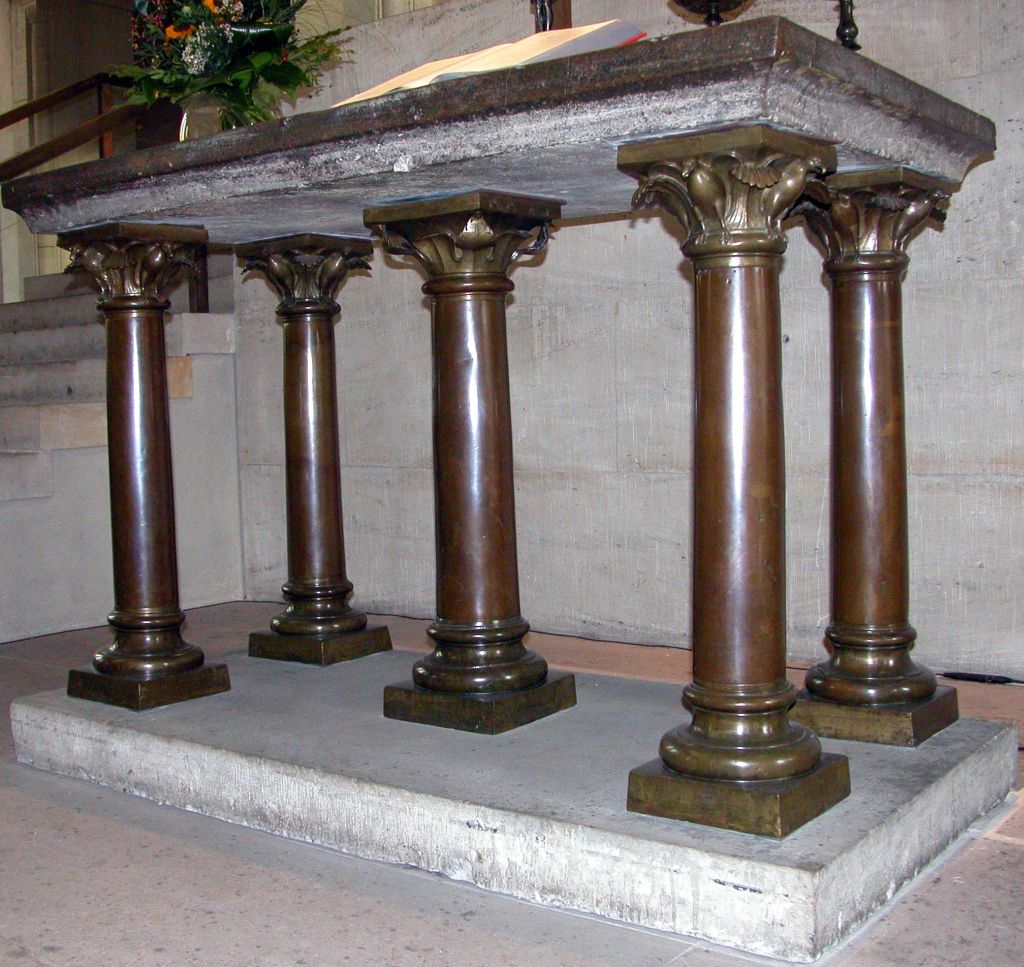
Säulenstipes des Braunschweiger Marienaltars von 1188

Der Stipes (Plural Stipites; lat. dicker Pfahl, Holzblock) ist der Unterbau eines christlichen Altars, auf dem die Altarplatte (Mensa) aufliegt. Er kann aus einem massiven Block oder einzelnen Beinen wie bei einem Tisch bestehen (Tischaltar), die manchmal als Säulen oder figürlich als religiöse Karyatiden gestaltet sind. Der Stipes kann mit einem Antemensale aus Marmor, Holz oder Metall oder einem Antependium aus besticktem Stoff verkleidet sein.